# Килеватые тейиды
Килеватые тейиды или килеватые ящерицы (лат. Kentropyx) — род пресмыкающихся семейства тейид подотряда ящериц; 9 видов, обитают в тропической части Южной Америки.

## Внешний вид
Общая длина представителей этого рода колеблется от 10 до 15 см. Спина серая, коричневая или бурая с полосами по бокам или одной вдоль всего тела. Брюхо розовое, матово-белое. Голова имеет зеленоватую окраску с различными оттенками. Хвост длинный и тонкий. Конечности хорошо развиты. У большинства килеватых ящериц третий палец длиннее других. Щитки на брюхе имеют сильно развитые продольные кили.

## Образ жизни
Любят тропические леса, часто селятся у водоёмов. Прячутся среди листьев, травы, под корнями. Питаются насекомыми и другими членистоногими, а также улитками, плодами.

## Размножение
Это яйцекладущие ящерицы. Самки килеватых тейид откладывают до 4 яиц. Размножаются преимущественно партеногенетически.

## Распространение
Эндемики Южной Америки. Преимущественно живут в бассейне реки Амазонка. Также встречается в Гайане, Суринаме, Гвиане. Некоторые особи попали и на остров Барбадос.

## Виды
- Kentropyx altamazonica (Cope, 1876) — Амазонская килеватая тейида
- Kentropyx borckiana — Килеватая тейида Петерса
- Kentropyx calcarata
- Kentropyx lagartija
- Kentropyx paulensis
- Kentropyx pelviceps
- Kentropyx striata (Daudin, 1802) — Полосатая  килеватая  ящерица
- Kentropyx vanzoi — Килеватая  тейида Галлафера
- Kentropyx viridistriga